# Donje Leskovice
Donje Leskovice (Servisch cyrillisch Доње Лесковице) is een plaats in de Servische gemeente Valjevo. De plaats telt 597 inwoners (2002).

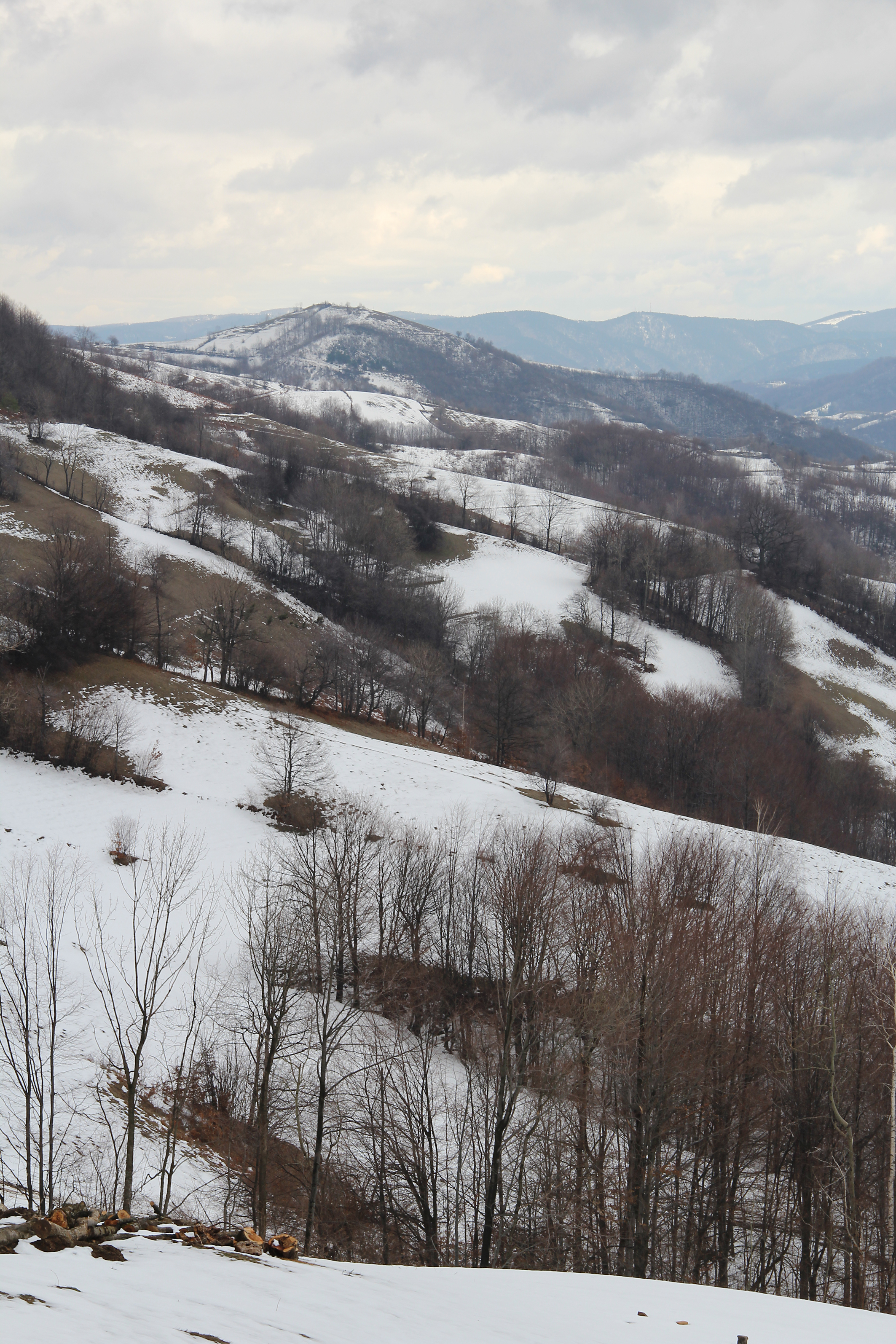
Village Donje Leskovice - Panorama
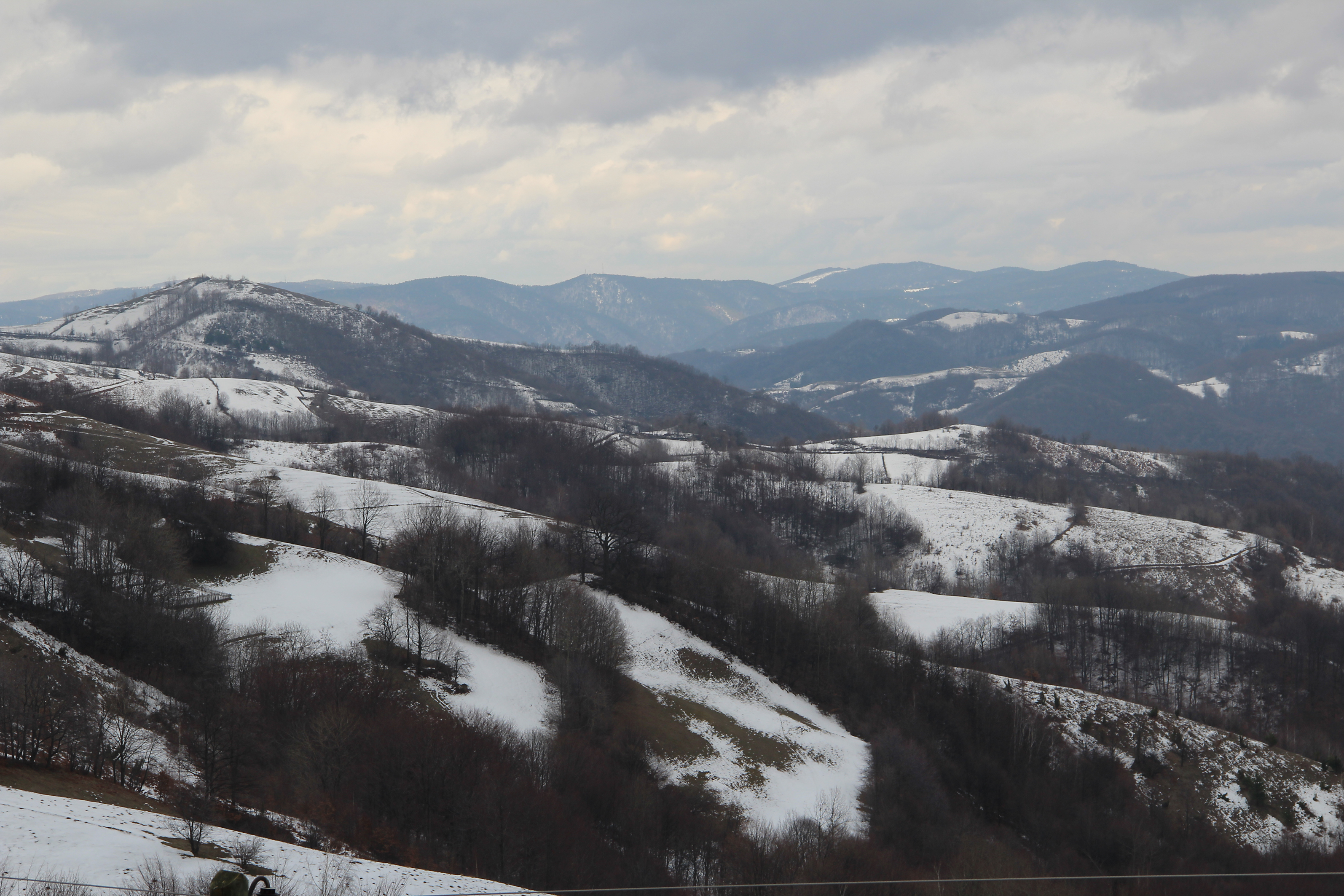
Village Donje Leskovice - Panorama
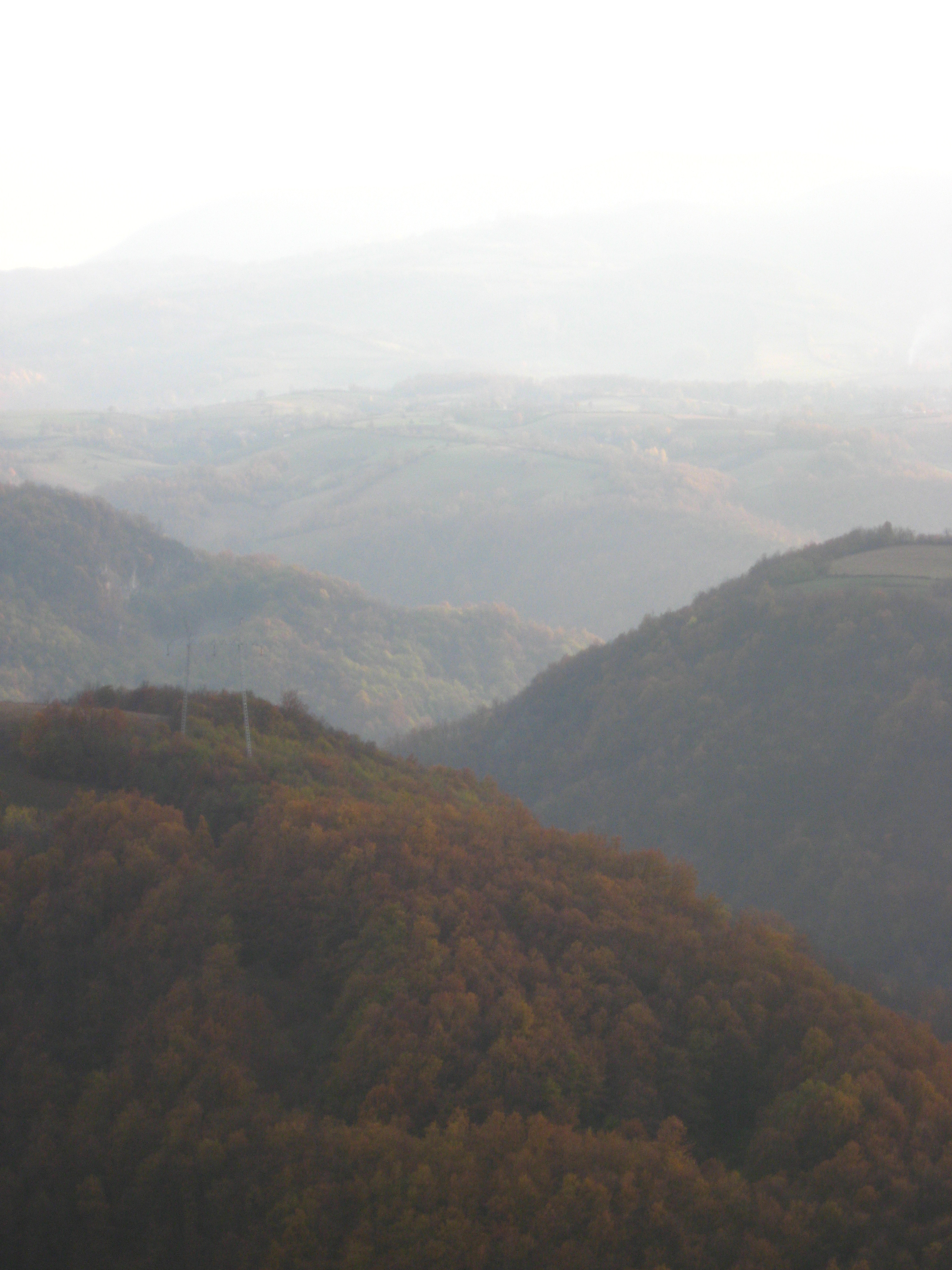
Village Donje Leskovice - Panorama
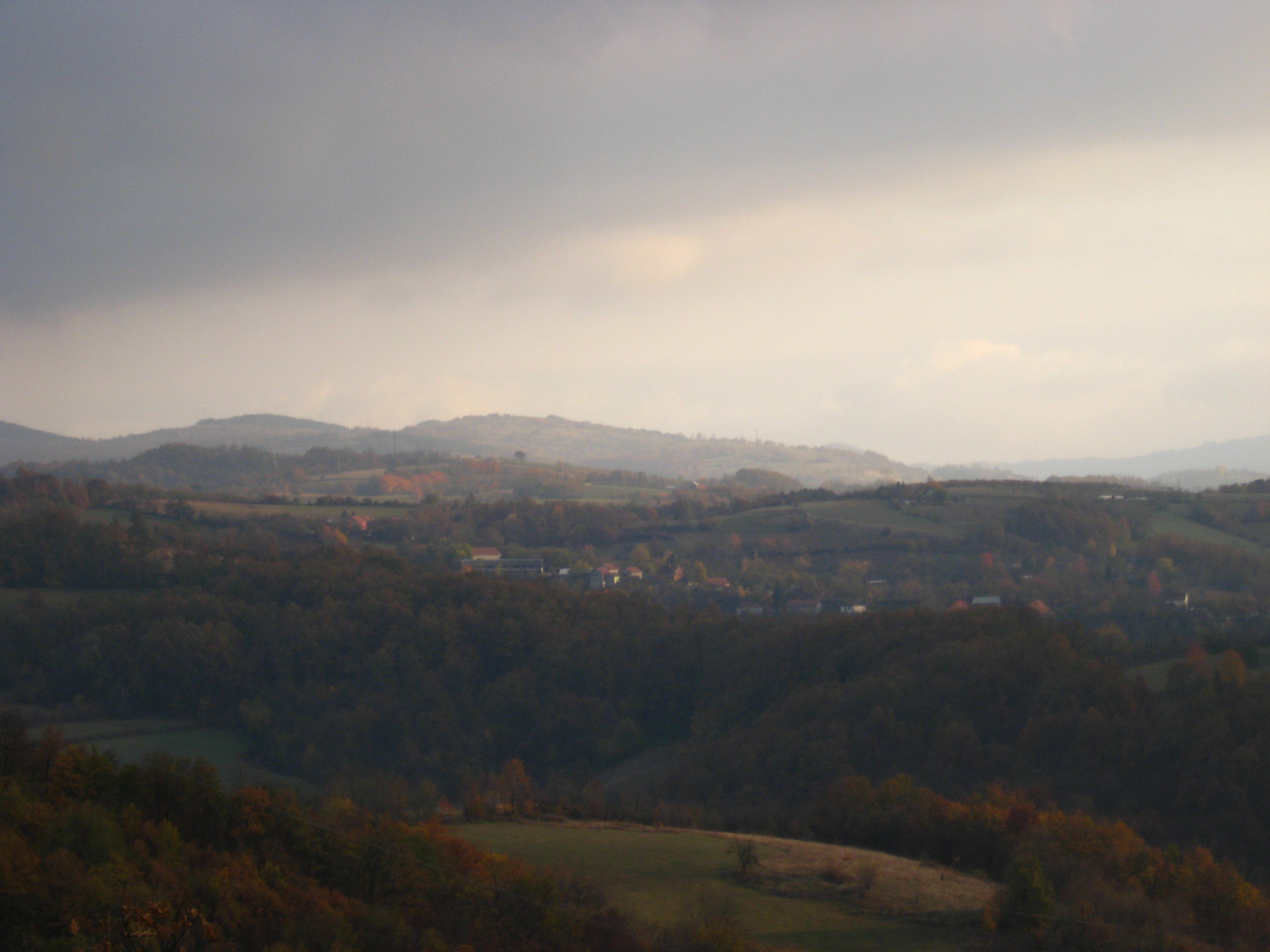
Village Donje Leskovice - Panorama
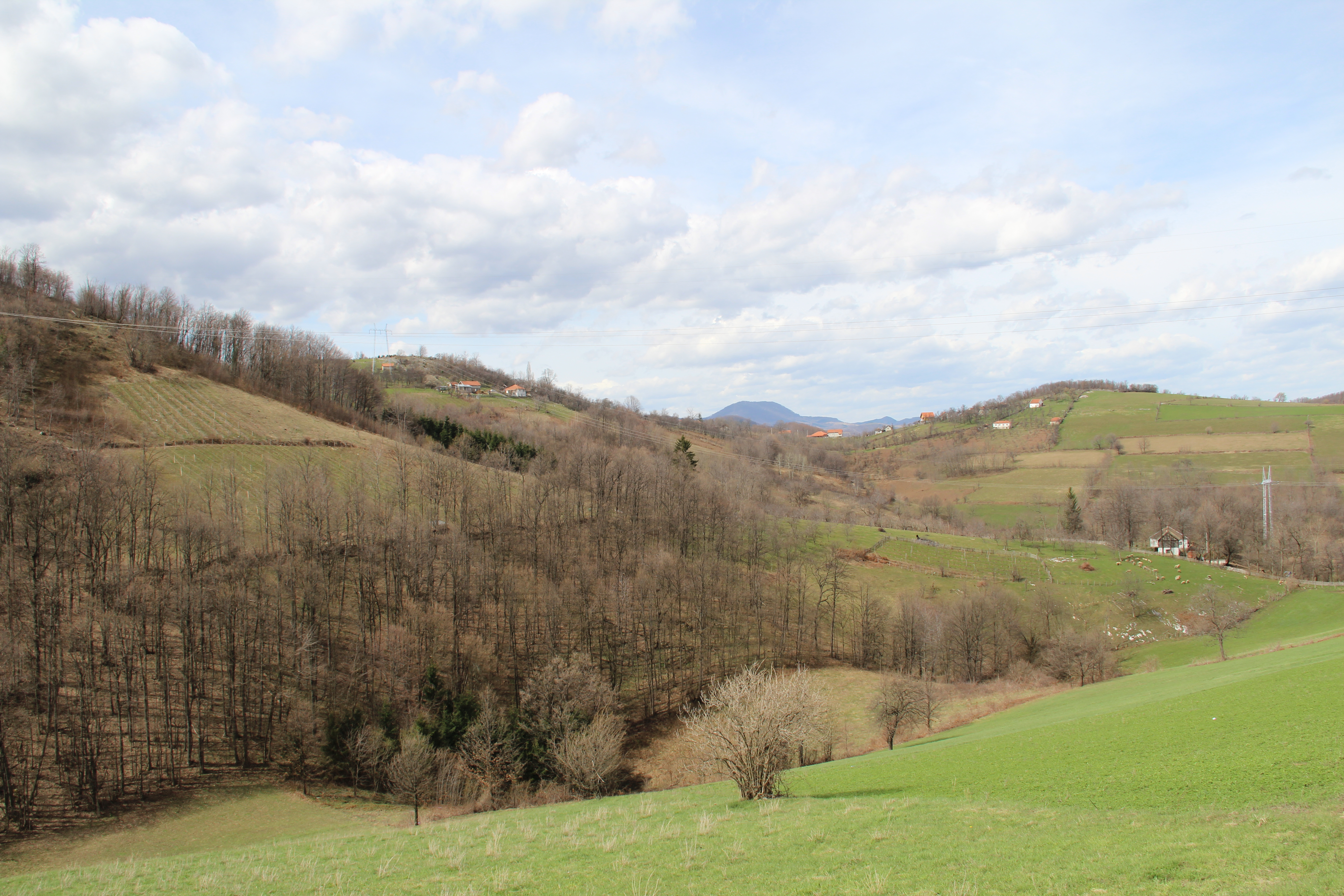
Donje Leskovice - panorama
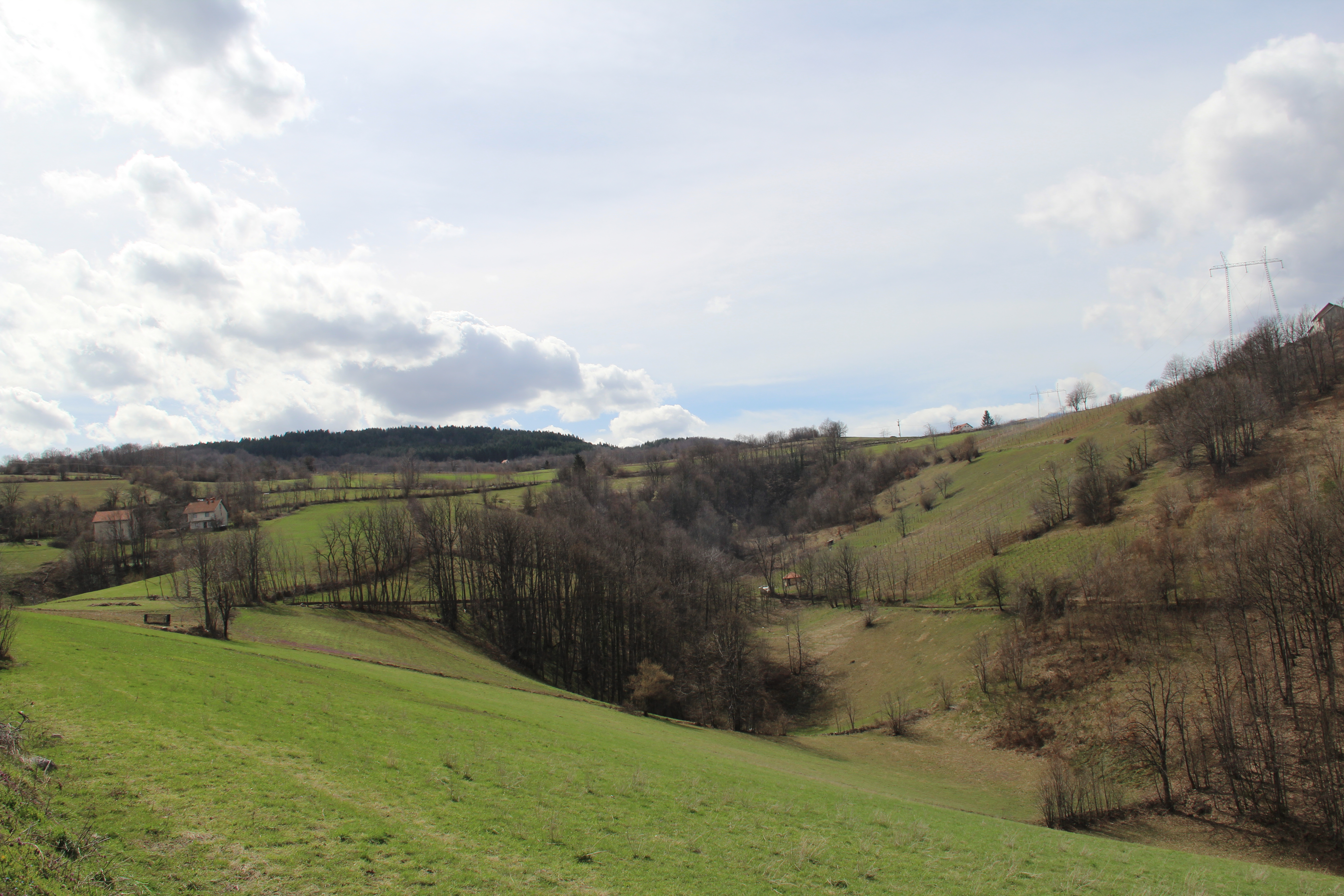
Donje Leskovice - panorama
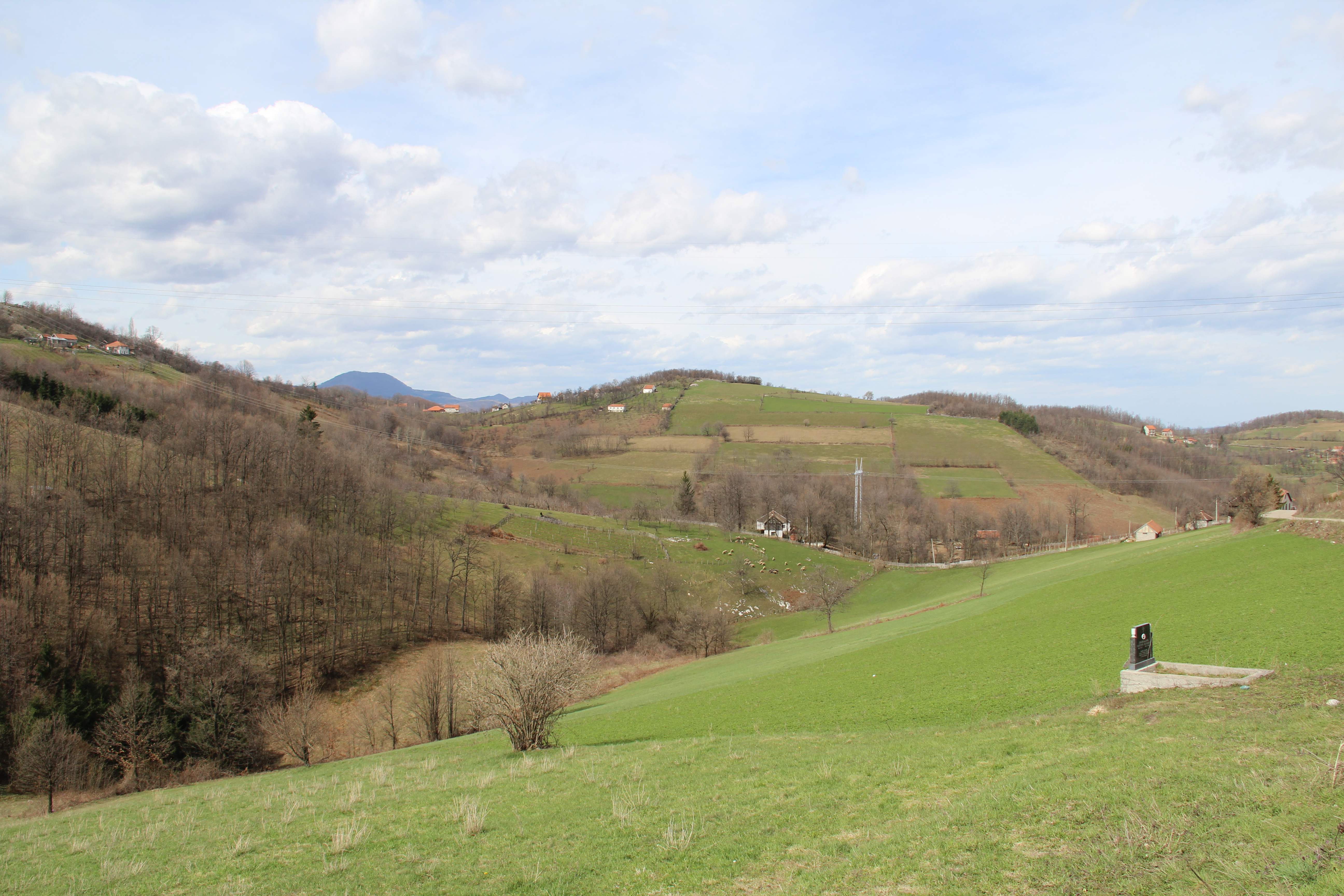
Donje Leskovice - panorama
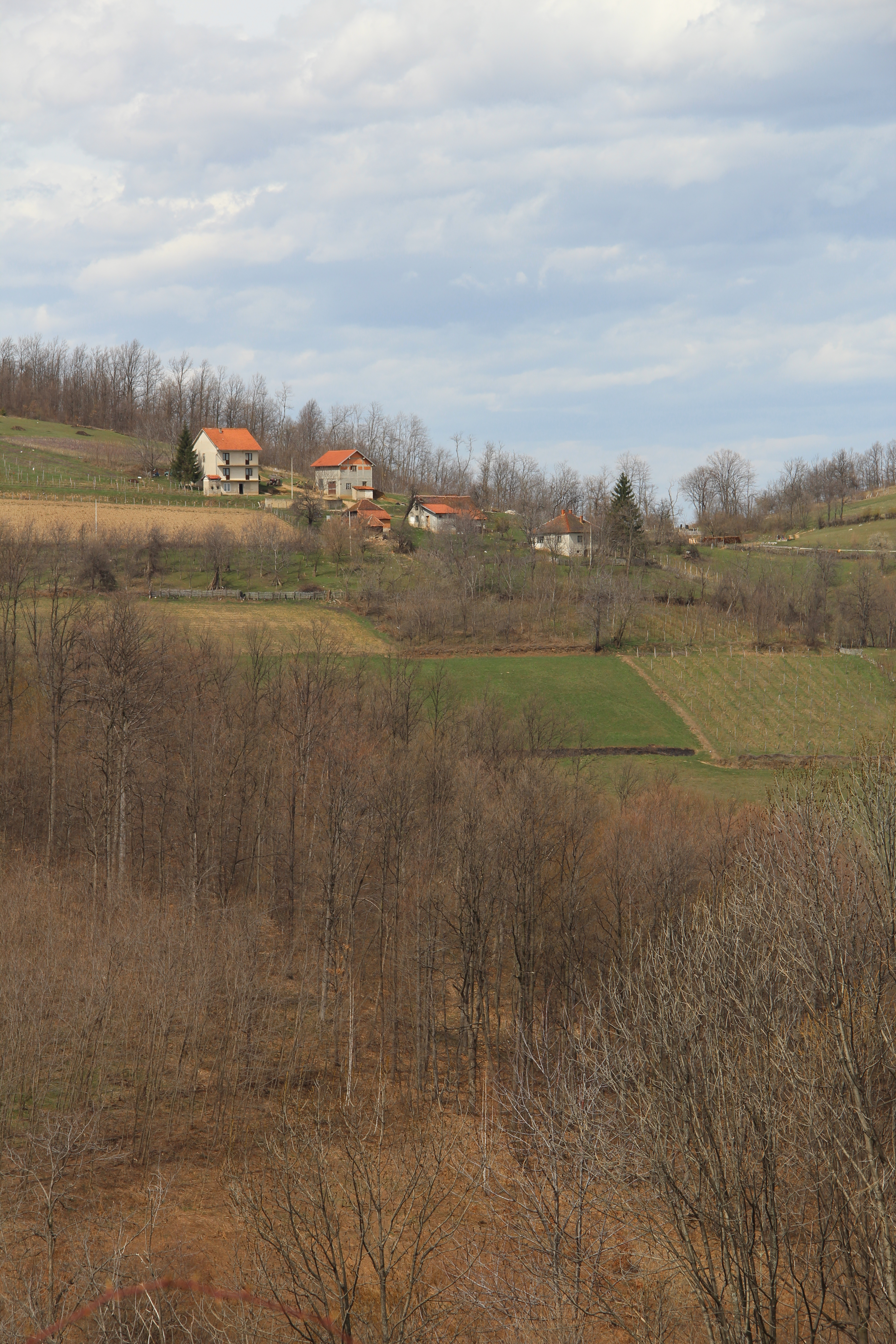
Donje Leskovice - panorama
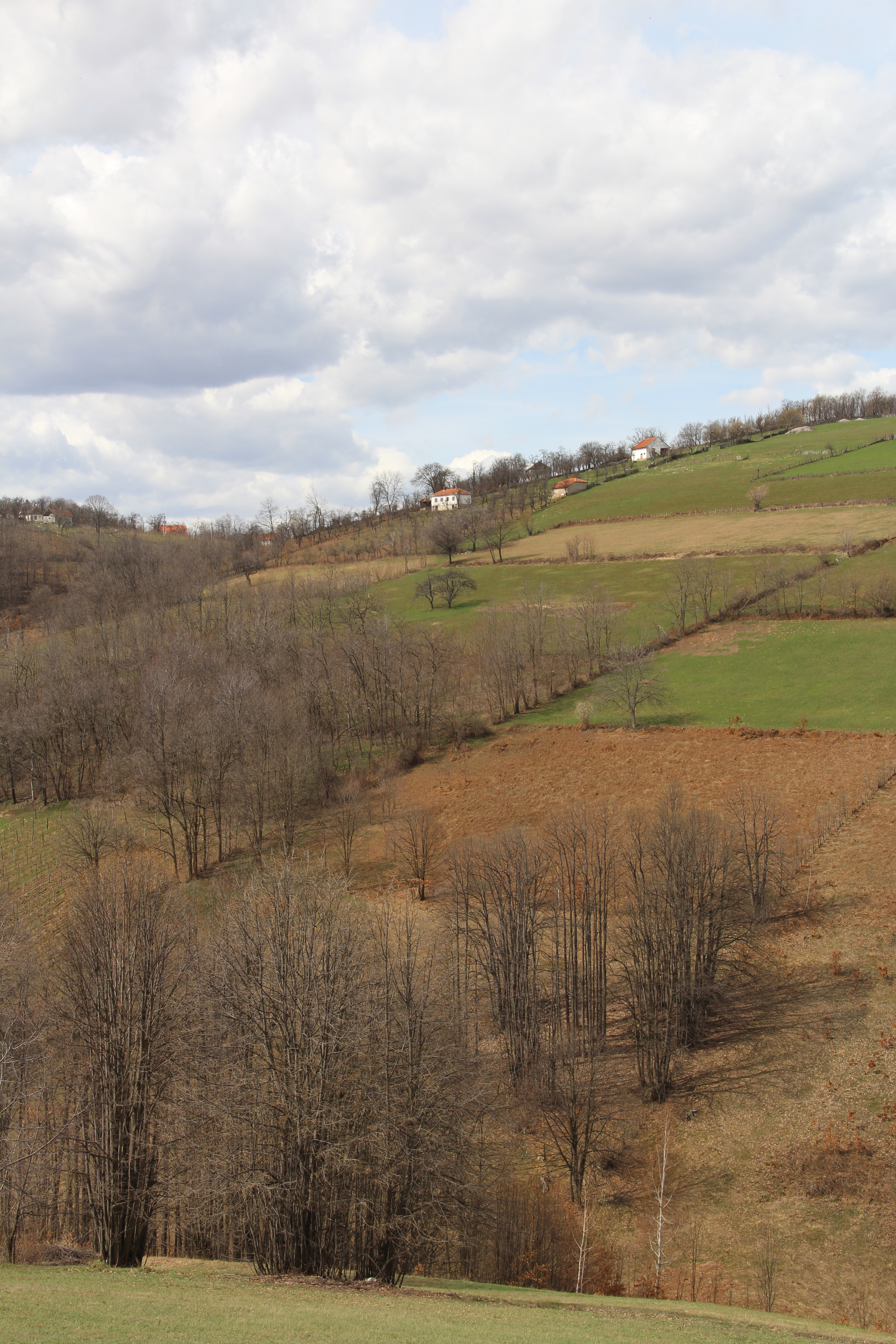
Donje Leskovice - panorama
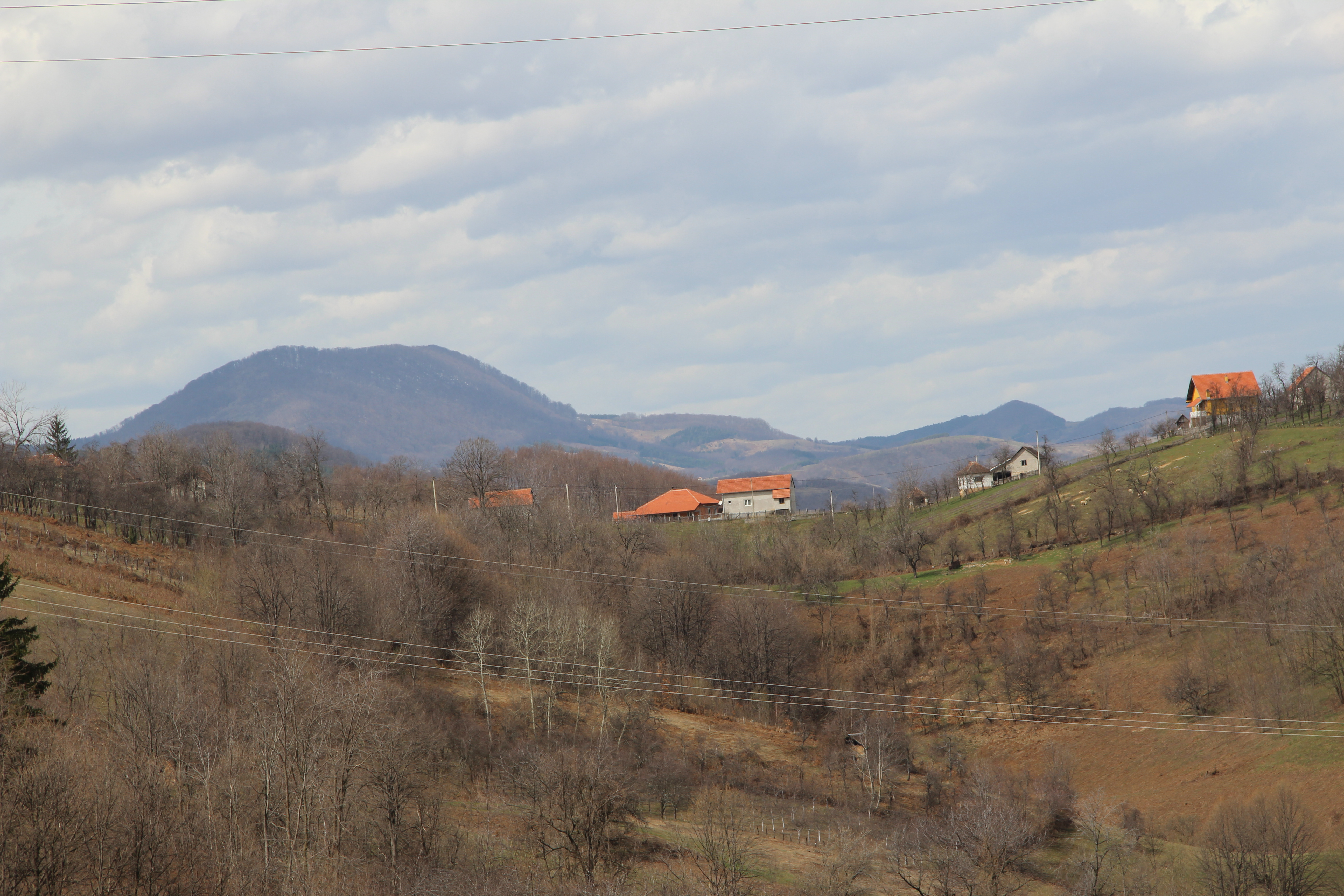
Donje Leskovice - panorama